# Lachrymae
Les Lachrymae, op. 48 est une œuvre pour alto et piano écrite par Benjamin Britten en 1950.
Elle est sous-titrée Réflexions sur un chant de John Dowland.
Sa composition est contemporaine de celle de son opéra Billy Budd. Elle est dédiée à l'altiste William Primrose qui en fit la création au festival d'Aldeburgh avec le compositeur au piano. Ce dernier en fait une version pour orchestre à cordes en 1976 qui est jouée par Cecil Aronowitz lors du festival d'Aldeburgh de la même année.
Elle se compose de douze parties et sa durée d'exécution est d'un peu moins d'un quart d'heure. Il s'agit de variations sur un thème d'une chanson de Dowland, compositeur du XVIe siècle, If my complaints, could passions move (Si mes plaintes pouvaient faire bouger les passions…). Ce thème est exposé, non pas au début de l'œuvre, mais à sa toute fin. La sixième variation contient également le thème d'une autre chanson de Dowland, Flow my tears (Coulent mes larmes).
- Lento
- Allegretto, andante molto
- Animato
- Tranquillo
- Allegro con moto
- Largamente
- Appassionato
- Alla valse moderato
- Allegro marcia
- Lento
- L'istesso tempo
- A tempo semplice

De cette œuvre, Britten a composé une version pour alto et orchestre (Lachrymae, op. 48a).